# Ortale
Ortale település Franciaországban, Haute-Corse megyében. Lakosainak száma 25 fő (2022. január 1.). Ortale Pietra-di-Verde, Novale, Piazzali, Sant’Andréa-di-Cotone és Valle-d’Alesani községekkel határos.

## Népesség
A település népességének változása:
| Lakosok száma | 84   | 64   | 17   | 25   | 25   | 26   | 25   | 26   | 26   | 25   |
|               | 1968 | 1975 | 1990 | 1999 | 2011 | 2016 | 2018 | 2019 | 2021 | 2022 |